# 指定專業／界別課程資助計劃
指定專業／界別課程資助計劃（英語：Study Subsidy Scheme for Designated Professions/Sectors）是香港納稅人資助專上學生修讀自資指定學士學位及副學位課程的計劃 ，目的是培育切合香港社會及經濟發展需要的人才。資助計劃於2015年起實施，設有1,000個名額，獲資助的學生須要修讀選定範疇的全日制本地自資學士學位課程，課程也須為已通過學術評審。2017年香港施政報告公布「指定專業／界別課程資助計劃」將會恆常化，名額會增加至3,000個，令更多專上學生受惠。

## 設立
為配合香港社會及經濟發展須要培育所須的人才，香港政府於2014年7月24日宣布由2015/16學年起推出英文簡稱為（SSSDP）的「指定專業/界別課程資助計劃」，資助每屆最多1,000名學生修讀選定範疇的指定全日制經本地評審自資學士學位課程。

## 推行
香港教育局於2015年首次推出「指定專業/界別課程資助計劃」，教育局諮詢各政策局後，政府決定把護理、建築及工程、檢測及認證、創意工業、物流和旅遊及款待，識別為人才需求殷切及急切的主要範疇，資助學生入讀五所受資助院校共13個指定自資學士學位課程，六所受計劃資助的院校分別是香港都會大學、香港樹仁大學、香港恒生大學、珠海學院、東華學院、香港高等教育科技學院。計劃於2015年首次接受考生申請，六所院校提供13個課程提供940個受資助學額，考生完成申請及分配課程後，共有934名學生獲受資助的課程取錄，當中百分之79獲派首三個志願。2016年，受資助院校新增聖方濟各大學共六所院校，指定學士學位課程增加至15個，合共提供970個受資助學額。2017年，受資助院校維持六所，但聖方濟各大學提供多兩個課程共32個學額，令受資助的學位增加至1002個。

## 課程範疇
教育局會諮詢政策局和業界意見後，反映醫療護理、建造、檢測認證、創意工業、物流、旅遊及款待，都是當前香港有急切須要培育人才的行業，因此於2015年宣布護理、建築及工程、檢測與認證等相關課程納入受資助範圍。資助計劃於2017年已經是第三屆，由於資助計劃的反應良好，行政長官決定擴大計劃及把資助恆常化。因應受資助學額增至3,000個，教育局計劃相應擴大受資助課程的範疇，屆時已入讀有關指定課程的學生於該學年起也可獲得資助。

## 開辦院校
受計劃資助的課程均由香港本地的法定大學及認可專上學院開辦。在資助計劃於2015年開始時共有6所專上院校獲得資助，其後於2020年新增香港樹仁大學以及香港伍倫貢學院。
參與計劃的院校有：
1. 聖方濟各大學
2. 香港珠海學院
3. 香港都會大學
4. 香港樹仁大學
5. 香港高等教育科技學院
6. 香港恒生大學
7. 東華學院
8. 香港伍倫貢學院

## 申請入讀
報讀受計劃資助的課程主要途徑，是經由「大學聯合招生辦法」（JUPAS）申請受計劃資助的學額，該辦法主要以學生的表現及報讀志願的順序分配學額。如果「大學聯合招生辦法」完成遴選後仍有剩餘學額，參加計劃的院校可直接取錄本地學生，但院校直接取錄的人數不得超過受計劃資助學額的百分之10。 

## 資助金額
於2015年開始的資助計劃，資助金額分為兩級，成本較低的非以實驗室為本的課程資助可達40,000港元；成本較高的以實驗室為本的課程可達70,000港元。資助金會於相關課程的正常修業期，一般為四至六年內發放，教育局會根據入讀指定課程的合資格學生人數向開辦課程的院校發放資助，但以有關指定課程的資助學額為上限，計劃資助的金額會用作抵消課程的學費，獲計劃資助的學生，須支付從全額學費扣除資助金後的學費差額。受計劃資助的學生如果有經濟上的需要，可向學生資助處申請專上學生資助計劃的資助，學生也可申請免入息審查貸款計劃的貸款。

## 學費及收生
受資助院校如要調整受計劃資助課程的學費，須要經由教育局批准。部分課程獲資助後大幅增加學費，教育局經審核後採納院校需要加強軟硬件的配備，並投放資源增聘教職員，購買先進的實驗室設備等因素，因此批准增加學費。雖然學費增加，但受資助的課程仍吸引考生報讀，當中以畢業受聘後起薪點較高的護理學課程最受歡迎。由於部分指定課程受計劃資助後，課程的大量學位轉移接受政府資助，但課程的整體學額沒有增加，令有關課程餘下的不受資助學額大幅減少，導致餘下的學位競爭更為激烈。

## 外部連結
- 指定專業／界別課程資助計劃 SSSDP （页面存档备份，存于）